# Joseph Szermentowski
Józef Szermentowski, né le 16 février 1833 à Bodzentyn, et mort le 6 septembre 1876 à Paris, est un peintre paysagiste polonais du style romantique.

## Biographie
Józef Szermentowski est par excellence un peintre-paysagiste. Il a étudié à l’Académie des Beaux-Arts de Varsovie où il a été l’élève de Chrystian Breslauer (pl) et Juliusz Kossak. Il a fréquenté l’atelier de Wojciech Gerson.
Il est parti à Paris en 1860 tout en revenant fréquemment en Pologne. Influencé par les peintres de l’école de Barbizon, (notamment Théodore Rousseau), il s’est orienté vers les paysages de campagne et peint souvent des paysages de Pologne. (forêts, vue sur Sandomierz, „route vers le village”) et produit aussi des tableaux représentant des scènes de vie („Enterrement paysan”, „Scène de marché”, „Eglise rurale”, Au parc”), sensible aux conditions sociales de la population. („Les orphelines”).
Tout comme son ami Cyprian Kamil Norwid en poésie, le peintre Szermentowski, parti du romantisme, a su apporter au fil de son œuvre, quelque chose qui ressemble à un élan nouveau.
Les invités polonais des salons de l’hôtel Lambert apprécient, après s’être émus devant les monuments de villes figurant sur les œuvres de Marcin Zaleski, de pouvoir revoir les paysages polonais de leur enfance, représentés par Szermentowski .
L’un de ses tableaux où il a su rendre à merveille l’atmosphère tranquille campagnarde, est généralement le plus remarqué : „Bétail descendant vers l’abreuvoir”.
Il meurt à l'âge de 35 ans en 1876 à Paris. Il est enterré au cimetière des Champeaux à Montmorency.

## Galerie

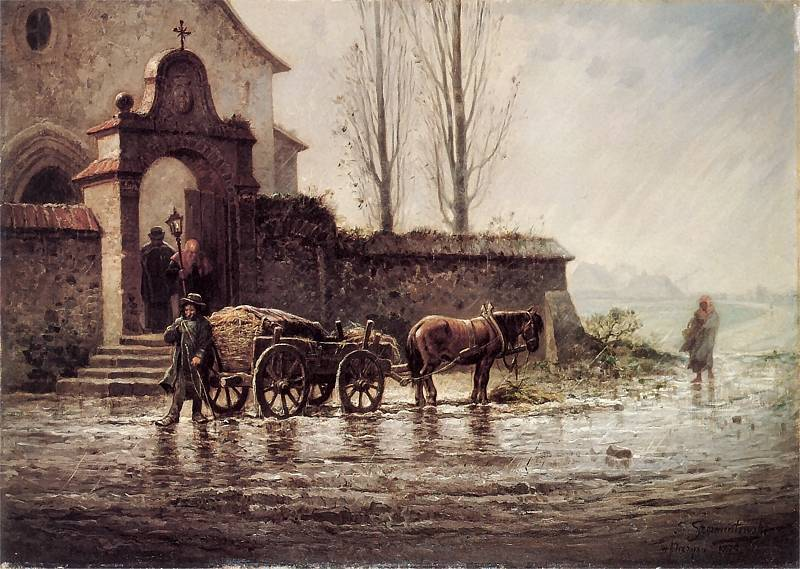
Le vent dans les yeux
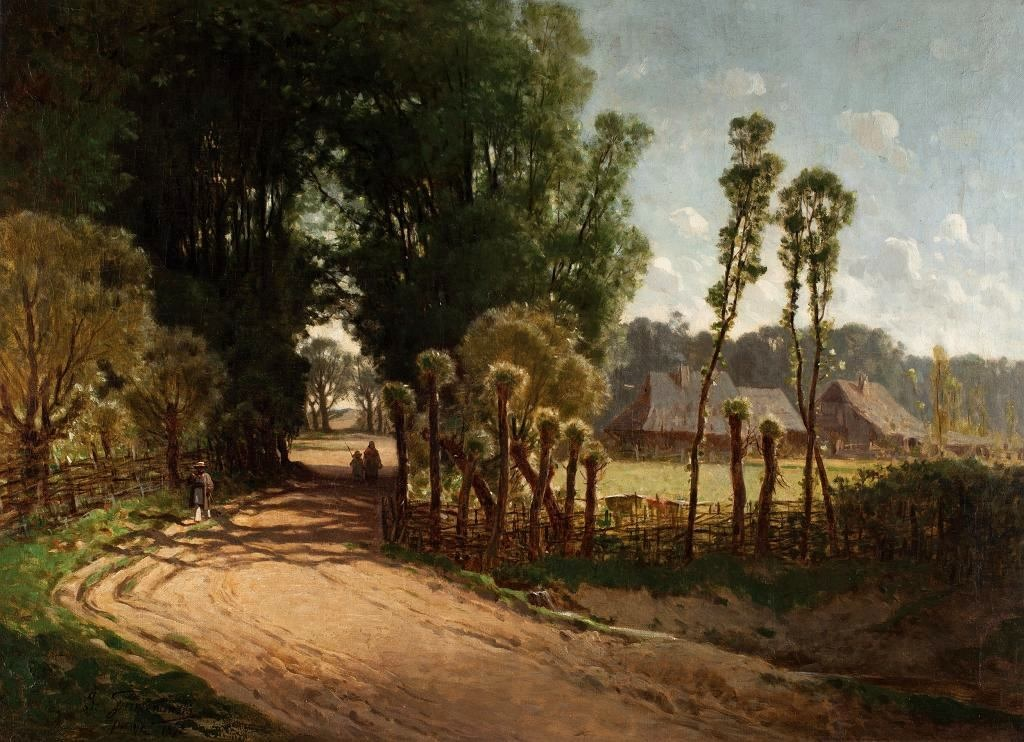
La route vers le village
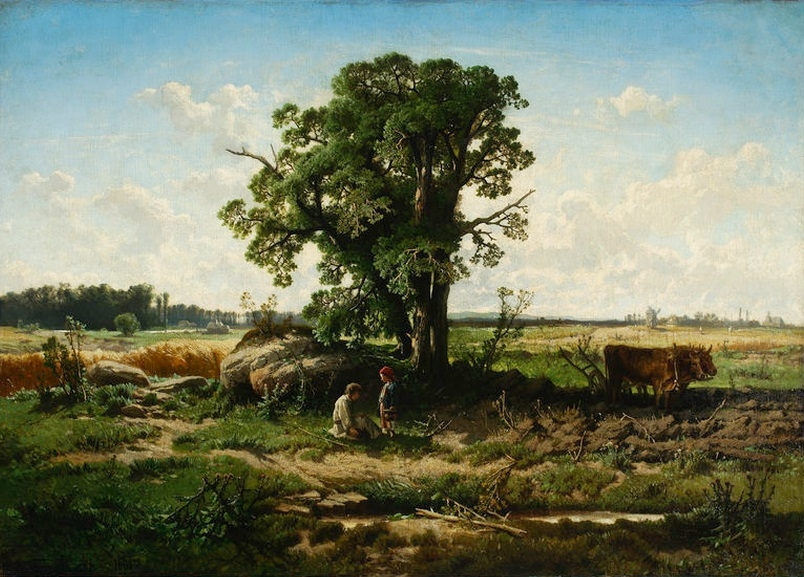
Le repos du laboureur
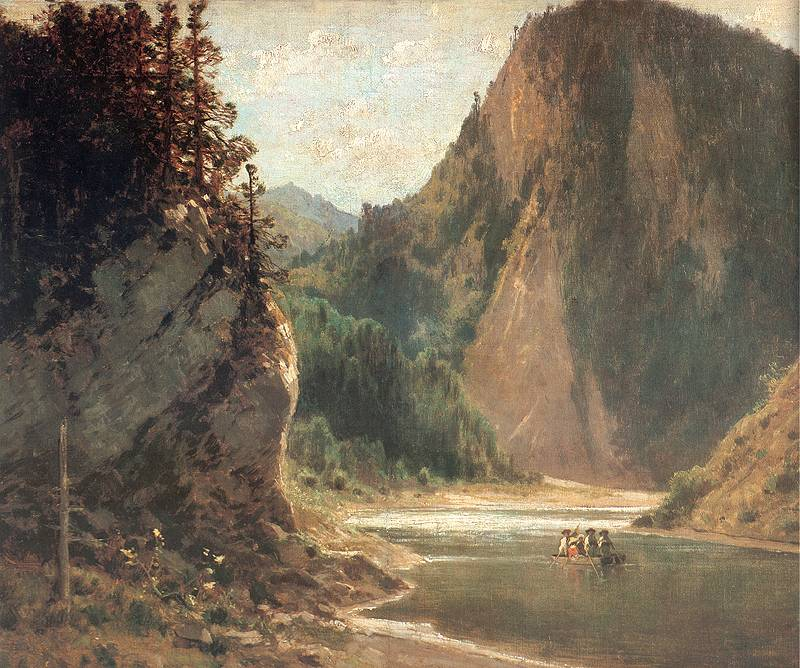
Les Piénines